# Rollerblade

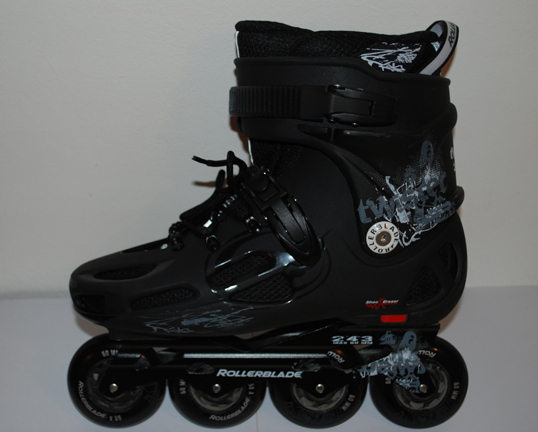
Modelo twister

Rollerblade é uma empresa norteamericana que produz patins para Aggressive Inline, também é um tipo de patins. O nome foi marca registrada de uma companhia nórdica, que após tentativas judiciais cedeu o nome a companhia norte-americana.

## Descrição
A Rollerblade foi fundada em 1983, mas se tornou marca registrada somente em 1984 com produção de equipamentos para patinação e esqui.
A companhia também foi responsável pelo surgimento do time TRS ("Team Rollerblade Series") e pelo surgimento de seus respectivos modelos.